# Пережирский сельсовет
Пере́жирский сельсовет — административно-территориальная единица в составе Пуховичского района Минской области Республики Беларусь. Административный центр — деревня Пережир.

## История
В 2013 году в состав сельсовет включена часть населённых пунктов упразднённого Узлянского сельсовета.
Из состава сельсовета исключены населённые пункты Зазерье, Лешница, Токарня, Ясновка и включены в состав Голоцкого сельсовета.

## Состав
Пережирский сельсовет включает 19 населённых пунктов:
- Берчуки — деревня.
- Боровая Слобода — деревня.
- Едлино — деревня.
- Забичаны — деревня.
- Заболотье — деревня.
- Зазерка — агрогородок.
- Залесье — деревня.
- Караваево — деревня.
- Малинники — деревня.
- Новосады — деревня.
- Пережир — деревня.
- Пески (Ольховка) — деревня.
- Погуляйка — деревня.
- Подборье — деревня.
- Равнополье — деревня.
- Рыбцы — деревня.
- Седча — деревня.
- Узляны — деревня.
- Ушанка — деревня.